# 중정구 (타이베이시)

중정 구의 위치

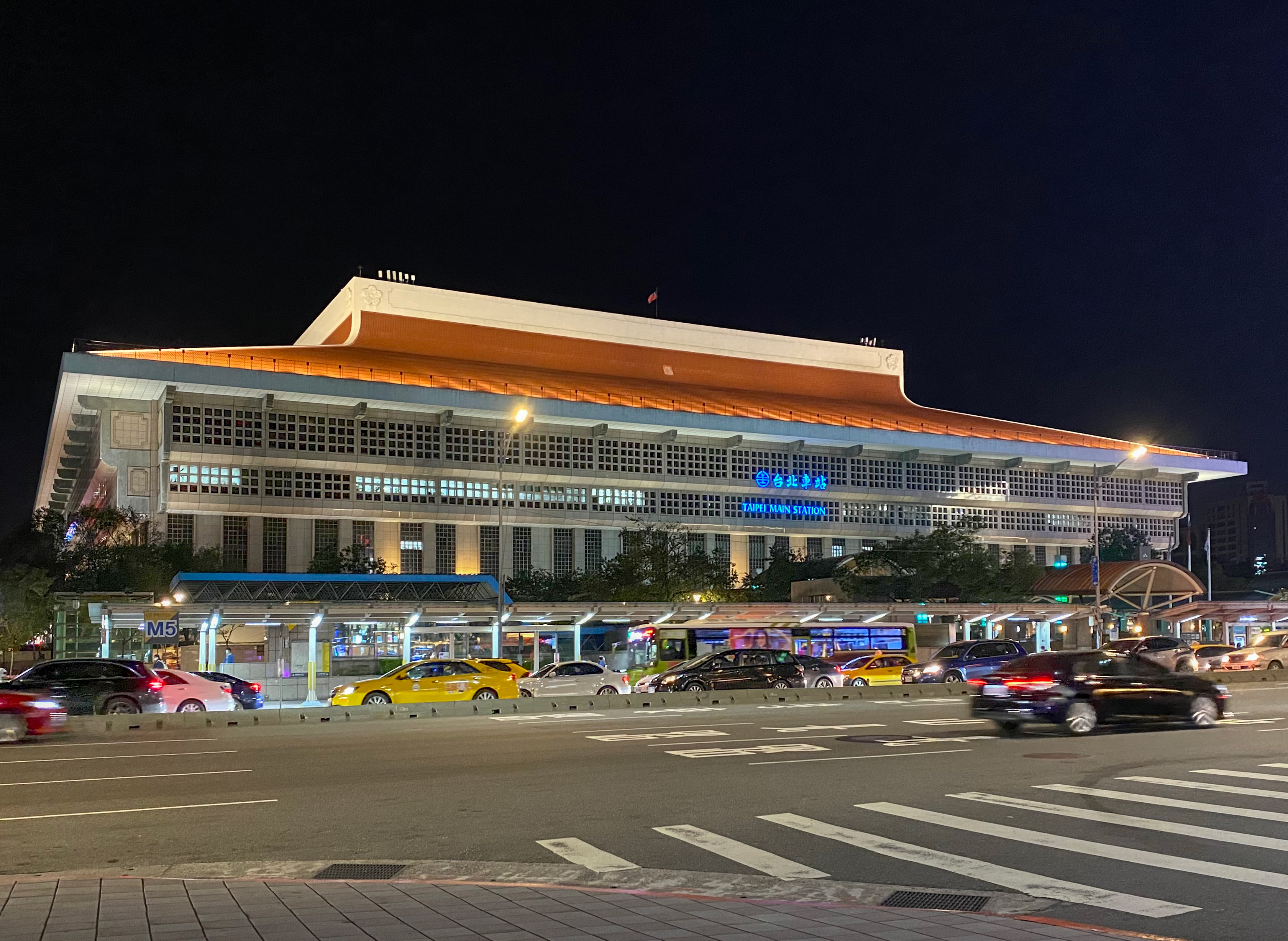
타이베이역

중정구(중국어: 中正區, 병음: Zhōngzhèng Qū, 한자음: 중정구)는 중화민국 타이베이시의 시할구이다. 넓이는 7.6071km2이고, 인구는 2015년 8월 기준으로 162,673명이다.

## 역사
1990년에 청중 구(城中區)와 구팅 구(古亭區)가 합병해 탄생했다. 구내에 장제스를 기념하는 중정기념당이 위치한 데에서 중정 구라고 명명되었다.

## 하위 행정구역
- 광푸리(光復里)
- 리밍리(黎明里)
- 젠궈리(建國里)
- 난먼리(南門里)
- 아이궈리(愛國里)
- 룽푸리(龍福里)
- 난푸리(南福里)
- 신잉리(新營里)
- 싼아이리(三愛里)
- 싱스리(幸市里)
- 원샹리(文祥里)
- 싱푸리(幸福里)
- 메이화리(梅花里)
- 원베이리(文北里)
- 둥먼리(東門里)
- 융궁리(永功里)
- 중친리(忠勤里)
- 룽광리(龍光里)
- 융창리(永昌里)
- 샤안리(廈安里)
- 룽싱리(龍興里)
- 허디리(河堤里)
- 딩둥리(頂東里)
- 잉쉐리(螢雪里)
- 반시리(板溪里)
- 왕시리(網溪里)
- 잉푸리(螢圃里)
- 수이위안리(水源里)
- 린싱리(林興里)
- 원성리(文盛里)
- 푸수이리(富水里)

## 교육
- 타이베이 시립 교육대학
- 국립 타이베이 대학

## 교통
중정 구는 타이베이 최고의 교통 중심지이다. 타이베이 역이 구내에 위치한다.
- 타이완 철로관리국
  - 종관선
- 타이완 고속철도
- 타이베이 첩운
  - 단수이신이선
  - 쑹산신뎬선
  - 중허신루선
  - 반난선
- 타오위안 국제공항 첩운

## 같이 보기
- 타이베이시